# Synplasta bayardi
Synplasta bayardi är en tvåvingeart som först beskrevs av Loïc Matile 1971.  Synplasta bayardi ingår i släktet Synplasta, och familjen svampmyggor. Enligt den finländska rödlistan är arten sårbar i Finland. Arten är reproducerande i Sverige. Artens livsmiljö är naturlundskogar.